# Conflit au Liban (2011-2017)
- Zone contrôlée par le régime syrien et ses alliés
- Zone contrôlée par l'armée libanaise et ses alliés
- Zone contrôlée par les rebelles syriens

Guerre civile syrienne
Batailles
- Sidon
- Aïn el-Jaouzé
- Ras al-Maara
- Aarsal
- Tallet al-Hamra
- Jouroud Aarsal
- Qaa et Ras Baalbeck

Le Conflit au Liban (2011-2017) a lieu au cours de la guerre civile syrienne, lorsque des groupes rebelles et djihadistes syriens s'implantent en territoire libanais, dans les montagnes au nord-est du pays. Des affrontements opposent également ponctuellement des milices des deux plus importantes coalitions politiques du pays : l'Alliance du 8-Mars, favorable au régime syrien, et l'Alliance du 14-Mars, hostile au régime syrien. Dans les montagnes du nord-est, les djihadistes cessent d'avoir une emprise territoriale au Liban le 28 août 2017, après deux offensives menées par l'armée libanaise et le Hezbollah.

## Contextes

### Contexte national

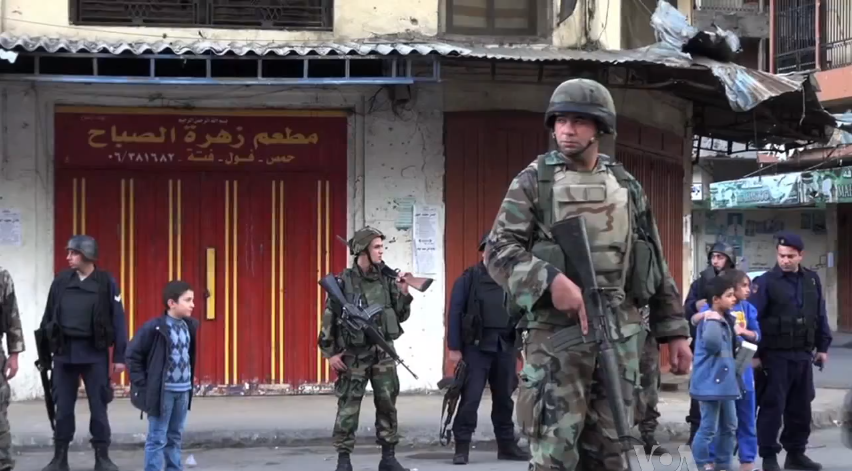
Militaires de l'armée libanaise à Tripoli en 2012.

Le Liban est un pays multiconfessionnel où l'on retrouve des communautés chrétiennes et musulmanes (sunnites, druzes, alaouites et chiites).
Le Liban est lui-même confronté à des troubles politiques depuis son indépendance en 1943, sur fond de tensions religieuses, qui ont découlé sur de nombreux affrontements entre les partis armés représentants les différentes communautés ou contre des groupes terroristes palestiniens : guerre du Liban (1975/1990), conflit contre le Fatah al-Islam (2007), conflit Bab el-Tabbaneh–Baal Mohsen ou conflit libanais de 2008. Dans des villes comme Tripoli, les affrontements entre communautés, touchant surtout une population jeune et sans ressources, s'enracinent dans des rivalités de quartiers qui remontent aux affrontements de 1975-1990.

### Contexte international
Le pays connaît également des tensions avec ses deux voisins, qui ont profité de l'instabilité du pays pour l'occuper.
En effet, le Liban a été en guerre avec Israël en 2006.
Il a été également occupé  militairement par la Syrie des Assad, qui le considère comme une de ses provinces, jusqu'en 2005. Les communautés religieuses libanaises sont les mêmes que celle se trouvant en Syrie voisine.
Depuis, elle garde une certaine influence sur la vie politique libanaise à travers ses soutiens, notamment chez les Chiites (Hezbollah) et les laics panarabistes (PSNS) mais cela irrite ses opposants, que l'on retrouve surtout parmi les Sunnites (Courant du Futur) et certains Chrétiens.
Depuis mars 2011, la Syrie connaît une guerre civile qui tourne au conflit communautaire entre minorité alaouite et majorité sunnite, ce qui entraîne des tensions interconfessionnelles au Liban, qui connaît en plus l'arrivée massive de réfugiés provenant de Syrie: Ils étaient environ 70.000 en juillet 2012  et leur nombre aurait dépassé le million (soit 1 habitant sur 5) en mars 2013 selon les autorités du pays. Cela à des répercussions évidentes sur l'économie (baisse des exportations vers la Syrie, coût de l'aide humanitaire).
Les tensions ont notamment lieu à Tripoli, où un quartier alaouite est enclavé par des quartiers sunnites, mais également à Beyrouth, la capitale, et dans d'autres villes importantes comme Sidon.
La France s'est déclarée prête à « répondre rapidement aux besoins du Liban », après un appel lancé par le chef de l'armée libanaise, le général Jean Kahwahji, pour obtenir au plus vite une livraison d'armes.
Le 14 août 2014, les États-Unis ont décidé de fournir des armes à l'armée libanaise pour la soutenir dans son combat contre les djihadistes.

## Chronologie des affrontements

### 2011 et 2012
- 17 juin 2011: 7 tués dans des affrontements à Tripoli.
- 10/11 février 2012: 2 tués dans des affrontements à Tripoli.

Les affrontements commencent surtout après mai 2012 (au moins 108 tués recensés jusqu'à la fin de l'année).
- 12/18 mai: Affrontements à Tripoli: Au moins 12 tués et 100 blessés [10]
- 20 mai: Un clerc sunnite tué dans le District du Akkar. Affrontements à Beyrouth entre partisans du Courant du Futur et des pro-syriens: 3 tués et 10 blessés [11].
- 23 mai: 2 tués dans des affrontements à Beyrouth.
- 28 mai: 1 civil tué par l'armée à Batroun après son refus de s'arrêter à un check point [12].
- 30 mai: 2 blessés à Tripoli[13].
- 2/3 juin: 15 tués dans des affrontements à Tripoli [14].
- 8 juin: 1 tué et 3 blessés par un sniper à Tripoli [15].
- 16 juin: 1 personne tuée dans un camp palestinien.
- 18 juin: 3 personnes tuées dans des affrontements entre Palestiniens et l'armée libanaise.
- 18 juillet: 1 personne tuée à Tripoli lors d'une cérémonie anti-Assad.
- 27 juillet: 12 blessés dans des affrontements à Tripoli [16].
- 8 août: 5 personnes tuées à Sidon dans des affrontements.
- 9 aout: 3 personnes tuées et 10 blessés dans le Nord-Liban à la suite d'affrontements.
- 20/24 août: 17 tués et 120 blessés dans des affrontements à Tripoli [17].
- 19 octobre: Attentat à la voiture piégée à Beyrouth: 8 tués dont le général de brigade Wissam al-Hassan et 78 blessés. La Syrie est accusé de l'avoir commis [18],[19],[20].
- 19/23 octobre: Affrontement à Tripoli : 13 tués et 65 blessés.
- 11 novembre: Affrontement entre salafistes et membres du Hezbollah à Sidon: 3 tués et 4 blessés [21].
- 4/9 décembre: 19 tués dans des combats à Tripoli [22].

### 2013
En 2013, il y a au moins 82 tués (dont 7 soldats et 1 policier libanais) dans les affrontements (bilan au 9 juin), principalement à Tripoli.
- 3 janvier: 1 tué et 3 blessés lors d'affrontements à Sidon entre une des factions palestiniennes et le Hezbollah[23].
- 1er février: Affrontement à Ersal entre les soldats et des rebelles sunnites: 3 tués (dont 2 soldats libanais) et 8 blessés  [24].
- 20/24 mars: 12 tués dans des combats à Tripoli. L'armée libanaise se déploie dans la ville pour apaiser la situation [25]
- 14 avril: des tirs d'obus venant de Syrie s'abattent sur le village frontalier de Qasr (en): 2 civils sont tués et 4 blessés[26].
- 14 mai: 5 tués et une vingtaine de blessés dans des affrontements à Tripoli[27].
- Du 19 au 26 mai: Au moins 30 tués et 204 blessés dans des affrontements à Tripoli (dont 2 soldats libanais) dont 11 le 22 mai [28],[29],[30],[31],[32].
- 26 mai: 2 roquettes s'abattent sur Beyrouth-Sud, quartier à majorité chiite de la capitale et fief du Hezbollah. 4 blessés parmi la population[33].
- nuit du 27 au 28 mai : 3 soldats libanais tués dans une embuscade à Ersal près de la frontière syrienne[34].
- 30 mai: bref accrochage entre partisans du Amal et des Palestiniens à Beyrouth: Aucune perte signalée[35].

- nuit du 1er au 2 juin: affrontements entre membres du Hezbollah et rebelles exilés de l'armée syrienne libre à Hermel, près de la frontière: 16 tués dont 15 rebelles et 1 milicien chiite[36].
- Du 3 au 4 juin : Affrontement à Tripoli à la suite de la tentative d'assassinat de deux clercs sunnites pro-Hezbollah : au moins huit tués dans les affrontements, dont 1 policier[37],[38],[39].
- 5 juin : Au moins 15 roquettes, tirés de Syrie, visent Baalbeck, fief du Hezbollah dans l'est du Liban. Plusieurs blessés [40].
- 6 juin : 1 tué et 7 blessés (dont 2 policiers) à Tripoli dans des affrontements entre le PSNS et des salafistes[41].
- 9 juin: 1 manifestant anti-Hezbollah tué à Beyrouth[42].
- 18 juin : les affrontements se propagent à Saïda dans le gouvernorat du Sud-Liban[43].
- 23 juin : deux soldats libanais tués[44].

- Le 15 août, l'explosion d'une voiture piégée dans un bastion du Hezbollah de la banlieue sud de Beyrouth fait 27 morts et 336 blessés[45]

- Le 23 août : des attentats dans des quartiers sunnites de Tripoli font au moins 47 morts et des centaines de blessés[46],[47].

### 2014
- 13-17 juillet : Des combats meurtriers opposant le Hezbollah aux rebelles syriens entre Aarsal au Liban et Ras al-Maara (en) en Syrie font plusieurs dizaines de morts[48].

- 2 août : Huit soldats libanais sont tués dans des combats avec des hommes armés dans la région d'Aarsal, frontalière de la Syrie à la suite de l'arrestation d'un membre présumé du Front Al-Nosra, la branche syrienne d'Al-Qaïda. Deux civils sont tués dans l'attaque du poste de police[49]
- 4 août : De violents combats opposaient l'armée libanaise et les jihadistes syriens aux environs de la localité frontalière d'Aarsal. L'armée libanaise tire au canon sur les collines surplombant la ville et où se trouvent un grand nombre d'insurgés. Une station d'essence de la ville est touchée par des obus[50].
- 5 août : Une fillette de 12 ans est tuée lors d'échanges de tirs entre soldats libanais et hommes armés qui les attaquaient à Bab al-Tebbaneh, le fief des islamistes à Tripoli. Lors de cet accrochage, deux hommes sont blessés. L'échange de tirs qui a coûté la vie à la fillette a eu lieu dans la matinée après que des hommes armés ont blessé sept soldats circulant dans un bus sur l'autoroute reliant le Liban et la Syrie. Durant la nuit, des tirs d'armes automatiques avaient été entendus et 150 islamistes avaient manifesté devant un poste militaire à Bab Tebbaneh contre les agissements de l'armée à Aarsal. Quatre grenades avaient été lancées en direction du poste et l'armée avait riposté, blessant deux personnes[51]. Un cessez-le-feu est entré en vigueur pour 24h à partir de 19H (heure libanaise).
- 6 août : Le cessez-le-feu entré en vigueur le 5 août est prolongé de 24 heures, alors que l'armée libanaise et des activistes islamistes se sont encore affrontés aux abords d'Ersal, près de la frontière avec la Syrie. Des tirs de mitrailleuses et des détonations ont retenti en périphérie de la ville[52].

À la fin de l'année 2014, plusieurs brigades liées à l'Armée syrienne libre ou au Front al-Nosra font défection et rejoignent l'État islamique. Le directeur de la Sûreté général libanaise, Abbas Ibrahim, estime alors que l'EI compte un millier de combattants dans la région frontalière du Liban, dont 700 ayant prêté allégeance à la fin de l'année.

### 2015
Le 10 janvier 2015, deux kamikazes attaquent un restaurant populaire du quartier à majorité alaouite de Jabal Mohsen, à Tripoli, faisant 11 morts et 37 blessés. L'attentat est revendiqué à la fois par l'État islamique et par le Front al-Nosra.
La nuit du 22 au 23, l'État islamique attaque près d'Aarsal des rebelles du groupe al-Tawhid, membre du Front islamique,.
Le 23 janvier, environ 200 djihadistes de l'EI attaquent des positions de l'armée libanaise à Tallet al-Hamra, près de Ras Baalbek (en). Les assaillants sont finalement repoussés vers la Syrie, dans les montagnes du Qalamoun, après une contre-attaque des forces d'élite libanaises. Huit militaires libanais et au moins une trentaine de djihadistes sont tués,,,.
Le 7 octobre, cinq militaires libanais sont blessés par la chute d'un obus de mortier sur leur base dans la localité orientale de Ras Baalbek, près de la frontière syrienne.

### 2016
Les 27 et 28 mars 2016, des affrontements entre l'État islamique et le Front al-Nosra s'engagent près de la ville syrienne de Jarajir, puis ils gagnent le jurd de Ersal et  Ras Baalbeck dans la Békaa, au Liban. Le Front al-Nosra aurait laissé 8 morts et 6 prisonniers et l'EI aurait eu 14 tués selon une source de sécurité de l'agence Reuters,.

### 2017
Le 7 février, Ahmad Wahid el-Abed, responsable local du groupe État islamique, est tué dans le jurd d'Ersal.
Entre le 6 et le 14 mars, l'armée libanaise bombarde à l'artillerie lourde des positions jihadistes dans les jurds d'Ersal et de Ras Baalbeck où toujours neuf soldats libanais sont otages de l'EI,,.
Le 22 avril, l'armée intervient dans le secteur de Wadi Hosn, à Ersal. Elle tue Alaa Halab, haut responsable local de l'État islamique, et capture une dizaine de djihadistes.
Le 24 avril, l'armée bombarde des territoires contrôlés par l'État islamique et par le Hayat Tahrir al-Cham dans les jurds d'Ersal, de Ras Baalbeck et de Qaa, faisant ainsi une vingtaine de blessés chez les combattants,.
Le 25 avril, Abou Kassem el-Tallé, responsable de la confection d'engins explosifs pour le groupe Hayat Tahrir al-Cham, est tué dans l'explosion d'une bombe à Ersal. Son adjoint, Ahmad Abou Daoud, est blessé gravement également,.
Le 27 avril, l'armée libanaise bombarde des combattants armés sur les hauteurs d'Ersal et de Ras Baalbecl.
Le 2 mai, l'armée libanaise se déploie dans le secteur d'Aïn el-Chaab, à Ersal.
Le 3 mai, Omr Hamid, membre de l'État islamique, est arrêté.
Le 5 mai, un responsable logistique du Hayat Tahrir al-Cham est arrêté à Ersal.
Le 12 mai, le Hezbollah retire ses combattants de la frontière libano-syrienne afin que l'armée libanaise puisse reprendre son contrôle,. Le même jour, quatre ressortissants syriens, soupçonnés de créer une cellule affiliée au Hayat Tahrir al-Cham, sont arrêtés par les forces de sécurité libanaises à Baalbek, dans la Békaa.
Le 17 mai, l'armée libanaise bombarde des positions de l'EI sur les hauteurs d'Ersal, Ras Baalbeck et Qaa.
Le 27 mai, l'armée libanaise bombarde à nouveau des positions des djihadistes présents dans le jurd d'Ersal. Le même jour, des combats éclatent entre l'État islamique et le Hayat Tahrir al-Cham, dans le jurd d'Ersal, dans la Békaa.
Le 4 juin, l'armée libanaise bombarde de nouveau des territoires où se trouvent des djihadistes, au niveau d'Ersal et de Ras Baalbeck. Le même jour, un kamikaze de l'État islamique se fait exploser, tuant et blessant des combattants du Hayat Tahrir al-Cham, dans le jurd d'Ersal.
Le 21 juillet, l'armée syrienne et le Hezbollah lancent une opération à la frontière libano-syrienne dans la région d'Ersal et dans la zone de Qalamoun afin de chasser les djihadistes présents sur place,,,. Cette zone est tenue par environ 1 500 à 1 800 combattants syriens, djihadistes pour la plupart. L'armée libanaise n'intervient pas directement, mais fournit un soutien en artillerie. Le 24 juillet, le Hezbollah s'empare de la vallée de Wadi al-Khayl, 90 % des territoires tenus par Hayat Tahrir al-Cham serait alors passé sous le contrôle de la milice chiite. Selon des sources de sécurité libanaises, 25 hommes du Hezbollah et entre plusieurs dizaines et 130 hommes de Tahrir al-Cham auraient été tués dans ces combats,. Le 27 juillet à l'aube, une trêve est signée entre le Hezbollah et le Hayat Tahrir al-Cham : celui-ci prévoit l'évacuation des derniers combattants du groupe salafiste djihadiste — 200 à 300 hommes — et des membres de leurs familles vers le gouvernorat d'Idleb, en Syrie, et la libération de cinq hommes du mouvement chiite qui avaient été capturés en 2016 lors de la bataille d'Alep.